# ديفيد ويستون
ديفيد ويستون (30 يوليو 1930 في نيوزيلندا - 25 يناير 1977) (بالإنجليزية: David Weston)‏ هو لاعب كريكت نيوزلندي.

## وصلات خارجية
- ديفيد ويستون على موقع إي آس بي آن كريك إنفو (الإنجليزية)